# Калаундра
Калаундра (енгл. Caloundra) је град Аустралији у савезној држави Квинсленд. Према попису из 2006. у граду је живело 184.662 становника.

## Становништво
Према попису, у граду је 2006. живело 184.662 становника.
| 1991.   | 1996.   | 2001.   | 2006.   |
| ------- | ------- | ------- | ------- |
| 126,142 | 174,088 | 169,931 | 184,662 |